# Gina Conrad von Hötzendorf
Virginia “Gina” Laura Antonia Comtessa Conrad von Hötzendorf (Trieste, Àustria-Hongria, 27 de febrer de 1879-Semmering, 24 de novembre de 1961; nom de naixement Virgina Agujari, posteriorment Virginia von Reininghaus i Virginia Agujari-Kárász) fou l'amant i després segona esposa de Franz Conrad von Hötzendorf, el cap de l'estat major d'Àustria-Hongria durant la Primera Guerra Mundial.
La seva relació amb Conrad von Hötzendorf va causar un enrenou en aquell moment i ara es considera significativa per a les accions militars de Conrad, especialment per a la seva convicció de la necessitat de la guerra. La construcció legal que va fer possible el seu matrimoni amb Conrad von Hötzendorf es va discutir en el debat sobre la llei del matrimoni a Àustria durant el període posterior a la Primera Guerra Mundial. Les seves notes sobre Conrad són una font important per als historiadors, però van ser prohibides a l'Estat Federal Austriac i van dur a l'aprovació de la «Llei de protecció de tradicions» el 1935.

## Biografia

### Primers anys i primer matrimoni
Virginia Agujari va néixer a Trieste l'any 1879, filla del retratista italià Tito Agujari. El 21 de gener de 1896, als 16 anys, es va casar amb el ric industrial estirià Johann (Hans) Edler von Reininghaus de la família cervesera Reininghaus de Graz. A final de 1896 va donar a llum el seu primer fill, Peter Reininghaus, que es va fer càrrec de la cerveseria el 1920. Als 20 anys, era mare de tres fills, inclosa Johanna (anomenada "Hansi") von Reininghaus (1899-1960), que es va casar amb el banquer belga Henri Lambert (1887-1933) el 1927. El 1906, Johann i Gina ja tenien tres fills més. A l'hivern de 1902/1903, la parella es va traslladar de Graz a Viena, on Gina es va fer popular ràpidament a la societat benestant de la ciutat.

### Afer amb Franz Conrad von Hötzendorf
El gener de 1907, en un sopar a la casa de Viena del baró Victor von Kalchberg, president del Lloyd a Trieste, Gina von Reininghaus va conèixer el vidu Franz Conrad von Hötzendorf. A partrr d'aquell moment, Conrad, que unes setmanes abans havia estat nomenat cap de l'Estat Major de les Forces Armades Austrohongareses, la visitava almenys setmanalment a casa seva a l'Operngasse 8 de Viena. Quan li va proposar matrimoni el març de 1907, Gina von Reininghaus el va rebutjar inicialment.